# 23 mars 1837
Le 23 mars 1837 est le 82e jour de l'année 1837 du calendrier grégorien. Il s'agit d'un jeudi. 

## Événements
- Bénédiction de l'Église Saint-Gilles de Bourg-la-Reine. Décrétée le 15 octobre 1834, sa construction s'est étalée de 1835 à 1837.
- Installation des premiers colons à Adélaïde à la suite de l'achèvement de la topographie de la ville, le 11 mars 1837.
- Le scientifique et homme politique François Arago prononce un discours sur l'enseignement public à l'Assemblée. Critiquant la prééminence des études littéraires, « il soutient que l’étude des sciences est plus facile que celle de la grammaire »[1]
- Dernière conjonction de la Conjonction triple (en) entre Mars et Jupiter de 1836-1837. La première conjonction a eu lieu le 14 novembre 1836 et la seconde le 5 mars 1837.

## Cours de la bourse
| Valeur           | Ouverture  | Clôture    | Plus haut  | Plus bas   |
| ---------------- | ---------- | ---------- | ---------- | ---------- |
| 5 %, fin courant | 78,65 fr.  | 78,45 fr.  | 78,65 fr.  | 78,35 fr.  |
| 3 %, fin courant | 106,50 fr. | 106,45 fr. | 106,55 fr. | 106,30 fr. |

Le bulletin financier du Journal des débats résume ainsi la session du 23 mars : « Avant l’ouverture de la Bourse, on a pu remarquer que déjà les dispositions étaient à la baisse. Peu après des ventes successives et importantes ont opéré une assez forte baisse sur les cours de nos fonds jusques vers la clôture. Une légère réaction s’est faite alors et a produit une hausse de quelques centimes ».

## Naissances
- La Castiglione, espionne et aristocrate piémontaise. Maîtresse de Napoléon III
- Alfred Gérard, industriel français
- Konrád Burchard Bélaváry, magnat et industriel hongrois
- Charles Wyndham (en), acteur britannique
- Richard A. Proctor, astronome britannique
- Thomas Durand Baker (en), militaire britannique
- Queen Cheol-in (en), reine consort de Corée
- Henderson M. Somerville (en), président de la cour internationale de commerce des États-Unis

## Décès
- Marc Antoine Baudot, révolutionnaire français
- George-Constantin Fleurat, diplomate français, vice-consul de Rhodes[3]
- Giovanni Battista de Gubernatis, diplomate italien